# Kawasaki GPZ 500 S

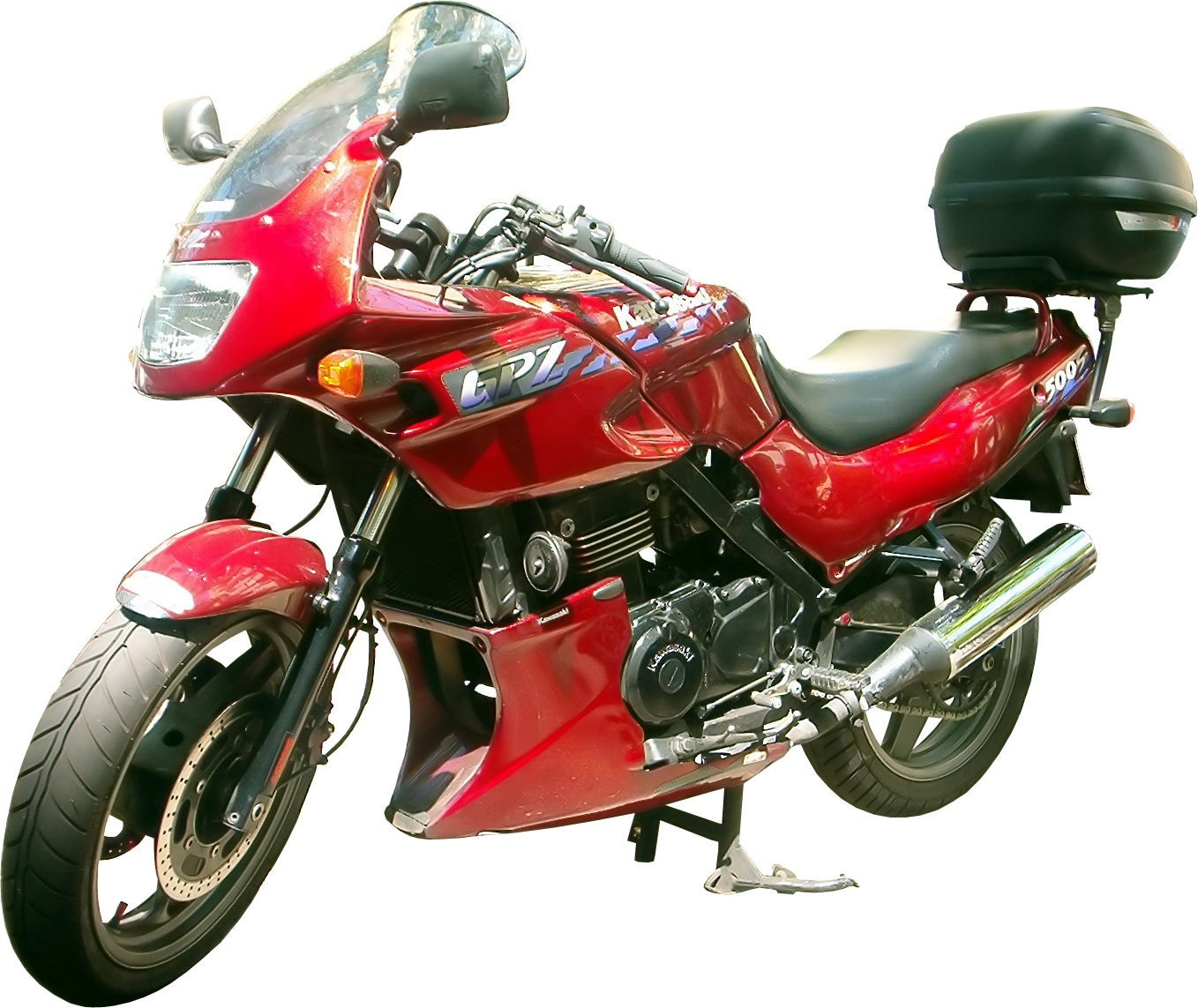
D-Modell mit Zubehör Frontscheibe und Topcase

Die in den Jahren 1986–87 auf den Markt gekommene Kawasaki GPZ 500 S gehört zur Kategorie der Sporttourer. Sie ist außerhalb Europas auch als „EX 500“ bekannt. In den USA und Südamerika trägt sie für die überarbeitete Modellausführung ab Baujahr 1994 die Bezeichnung Ninja 500, ab 1998 Ninja 500R.
Gebaut wurde sie in zwei Baureihen. Man unterscheidet daher nur zwischen „A-“ und „D-Modell“. Das A-Modell (EX500A und EX500B) wurde von 1987 bzw. 1988 bis 1993 produziert. Danach wurde das D-Modell auf den Markt gebracht. Auch bei diesem wird zwischen verschiedenen Typen unterschieden, wobei aber technisch alle identisch sind: EX500C (Bj. 1994–2001), EX500D und EX500E. Die Handelsbezeichnung, die Motornummer und das Präfix der Fahrgestellnummer weichen z. T. vom Typ und auch untereinander ab, z. B. EX500-F1 / EX500D… (Fgst.-Nr.) bei einer EX500C (Typ).
Von der GPZ 500 S verkaufte Kawasaki in 17 Produktionsjahren allein in Deutschland über 24.000 Stück. Seit 2004 wird sie nicht mehr auf dem europäischen Markt angeboten, da sie die neue Abgasnorm nicht erfüllt. In den USA wurde sie jedoch bis 2009 verkauft.

## Technik

Ansicht des Vergasers, 60 PS

Die GPZ 500 S hat einen Reihenzweizylinder-Viertakt-Ottomotor mit 180° Kurbelzapfenversatz und 499 cm³ Hubraum. Er ist weitgehend baugleich mit dem der Kawasaki EN-500, der Kawasaki KLE 500 und der Kawasaki ER-5. Zum Ausgleich des Massenträgheitsmomentes um die Querachse hat der Motor eine Ausgleichswelle. Die acht Ventile (vier je Zylinder) werden über zwei obenliegende Nockenwellen gesteuert. Die Ventilsteuerzeiten wurden bei der GPZ 500 S so eingestellt, dass die Zylinderfüllung im oberen Drehzahlbereich vergrößert ist. Dadurch wurde die Motorleistung im Vergleich zur ER-5 um 11 PS (8 kW) und um 15 PS (11 kW) im Vergleich zur KLE 500 gesteigert; der Motor der GPZ 500 S hat eine spezifische Leistung von 88 kW·dm−3 (120 PS·dm−3).

### Eigenschaften und Leistungsdaten
- Tankvolumen: 18 l (ca. 2,2 l Reserve) Normalbenzin
- Motoröl ohne Filter: 3,2 l SAE 10W-40
- Motoröl mit Filter: 3,4 l
- Kühlflüssigkeit: 1,8 l
- Trockengewicht: 179 kg
- max. Reichweite: ca. 330 km
- Kraftstoffverbrauch: ca. 5,5 l pro 100 km
- Beschleunigung (0–100 km/h): ca. 4,9 s
- Bohrung × Hub: 74 × 58 mm
- Gabelöl pro Holm: 287 ml SAE 10W-20
- Standrohr Ø: 37-mm-Telegabel
- Ritzel/Kettenrad: 16/41 Zähne
- Kette: 104 Glieder
- Gemischaufbereitung: zwei Gleichdruckvergaser
- Kraftstoff: Bleifrei, mind. Oktanzahl ROZ 91
- Schmiersystem: Druckumlaufschmierung (Nasssumpf mit Kühler)
- Kupplung: Mehrscheiben im Ölbad
- Fahrwerk: Telegabel und Zweiarm-Schwinge
- Federwege: 140 mm (vorn) / 100 mm (hinten)
- Rahmenbauart: Doppelschleifen-Stahlrohr-Rahmen
- Starter: Elektrostarter
- Sitze: zwei (einteilige Sitzbank)

### Unterschiede der Baureihen
| Modell                        | A-Modell                                                                                           | D-Modell                                                                              |
| ----------------------------- | -------------------------------------------------------------------------------------------------- | ------------------------------------------------------------------------------------- |
| Produktionszeitraum           | 1986/1987–1993                                                                                     | 1994–2003/2009                                                                        |
| Felgen                        | 16-Zoll                                                                                            | 17-Zoll                                                                               |
| Reifen                        | vo. 100/90-16, hi. 120/90-16 (ohne Modifikation an der Schwinge max. 110/130-Paarung)              | vo. 110/70-17, hi. 130/70-17 (ohne Modifikation an der Schwinge max. 120/140-Paarung) |
| Bremsen vorne                 | Ein-Scheiben-Bremsanlage, 2-Kolben-Bremszange (Bj. 1987) Zwei-Scheiben-Bremsanlage (Bj. 1988–1993) | Zwei-Scheiben-Bremsanlage                                                             |
| Bremsen hinten                | Trommelbremse                                                                                      | Scheibenbremse                                                                        |
| Erstausrüster-Zündkerzen      | NGK DR8ES                                                                                          | NGK DR9EA                                                                             |
| Übersetzung                   | 16/42                                                                                              | 16/41                                                                                 |
| Lichtmaschine/ Polrad (Rotor) | Magnete geklebt                                                                                    | Magnete fest integriert                                                               |
| Vergaser                      | –                                                                                                  | Sekundärluftsystem / Vergaserheizung                                                  |
| Endtöpfe                      | matt                                                                                               | poliert                                                                               |
| Rahmen                        | silbergrau                                                                                         | schwarz                                                                               |

Optische Änderungen: Verkleidung, Geweih (Verkleidungshalter), Scheinwerfer, Instrumente, Spiegel, Scheibe, Gabel, Lenkeraufnahmen, Sitzbank, Schwinge und Rücklicht.

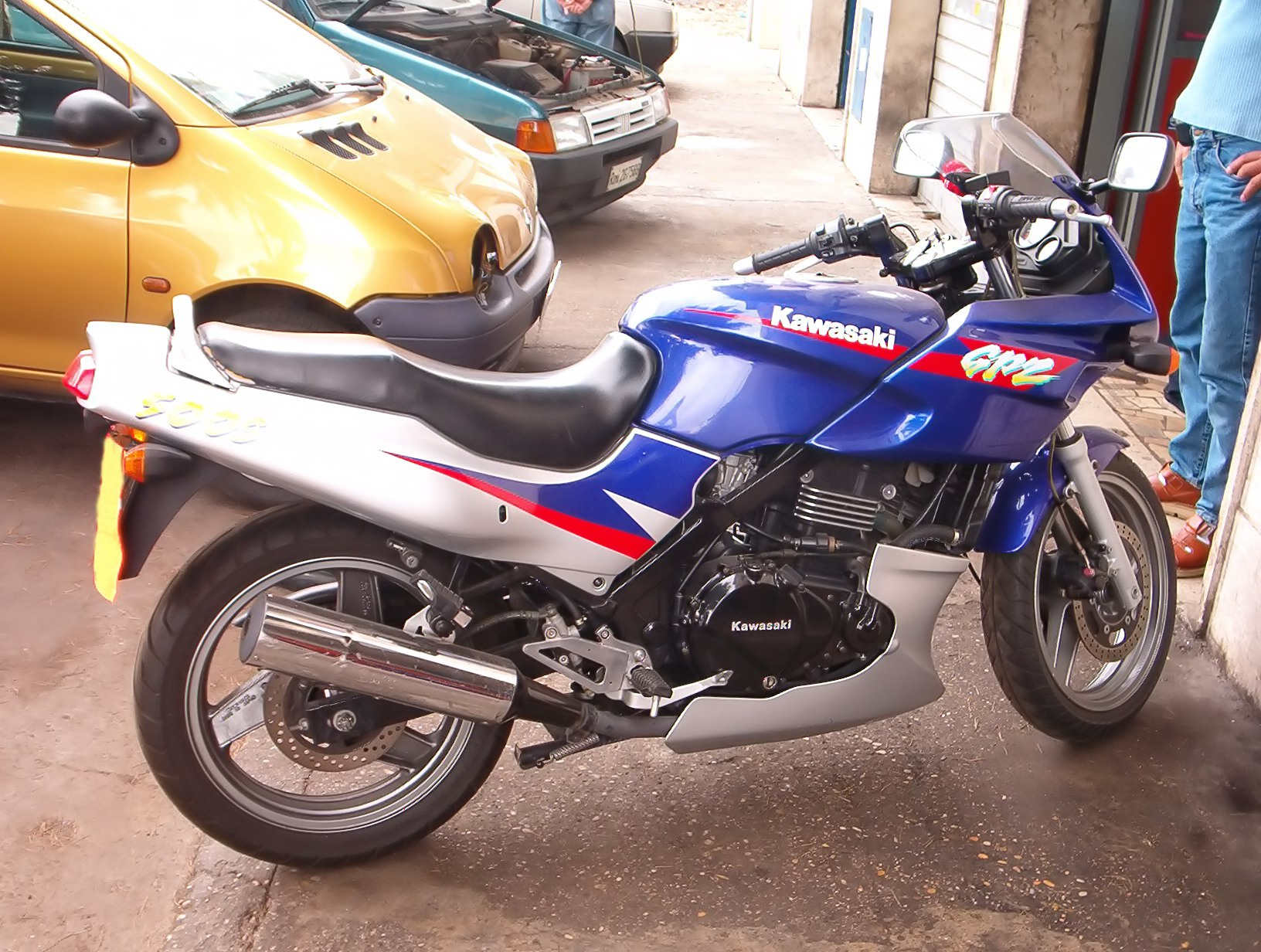
Kawasaki GPZ 500 S,
D-Modell (EX500E)

Polrad beim A-Modell

Erhalten geblieben sind Tank, Bugspoiler, Motor und Rahmen.